# Esquirols
Esquirols  fue un grupo de música folk catalán nacido en el pueblo de Santa María de Corcó, en el corazón del Collsacabra (Osona). Estuvo activo desde 1969 hasta su desaparición en 1986, un momento de cambios históricos en que cantar en catalán era todo un reto. Sin embargo, el panorama de la canción estaba en efervescencia con la irrupción de muchos grupos y solistas, y la situación política y social del país abría nuevas esperanzas de cara al futuro.
En este contexto, Esquirols se caracterizó por hacer canciones comprometidas con su tiempo, tanto por las letras -a veces satíricas, a veces emotivas y contundentes- como por su voluntad de llegar a un público mayoritario. Las influencias iniciales de la canción de montaña y el folk estadounidense dejaron paso, poco a poco, a un estilo propio y elaborado, ya una sonoridad llena de matices instrumentales y vocales.
Algunas de sus canciones han pasado a ser consideradas casi como himnos y forman parte de los repertorios básicos de escuelas y grupos excursionistas.

## Historia
Els Esquirols se formó en 1969. La formación original incluía a Josep Casadesús, Joan Crosas, Joan Vilamala, Jaume Font, Rosa Maria Sadurní y Pep Molas. A estos se unieron Dolors Roca, Rafael Sala y Ramon Estrada para consolidar en 1978 su formación definitiva. El grupo surgió a partir de cantar en las acampadas de verano, ya que varios de sus miembros eran monitores de estas.
El grupo se disolvió en 1986. Su música sirvió de referencia a grupos posteriores, algunos de los cuales han realizado versiones de sus canciones. Entre ellos están Ebri Knight, Germá Negre, Sciurus o Pastorets rock o el dueto formado por Titot y David Rosell.
El 12 de febrero de 2017 se les dedicó un homenaje en Manresa.

## Miembros
- Josep Casadesús, contrabajo y voz.
- Joan Crosas, guitarra, mandolina, buzuki y voz.
- Joan Vilamala, acordeón, guitarra, armónica, percusión y voz.
- Ramon Estrada, piano
- Jaume Font.
- Rosa Maria Sadurní.
- Pep Molas.
- Rafael Sala.

## Discografía

### Álbumes
- 1973: Cants al vent.
- 1975: Fent camí.
- 1976: Colze amb colze.
- 1978: Licor d'herbes bones.
- 1980: Torna, torna Serrallonga.
- 1980: Com un anhel.

### Sencillos
- 1973: "Cants al vent".
- 1982: "Molts/refranys".
- 1982: "Fes ta festa".